# Kepler-90i
Kepler-90i (también conocido como KOI-351 i) es un exoplaneta del tipo supertierra con un radio 1.32 veces el de la Tierra, orbitando a la estrella Kepler-90, una estrella de tipo-G de la secuencia principal, cada 14.45 días, siendo descubierto por el satélite Kepler de la NASA. Se encuentra a unos 2545 años luz (780 pársecs, o casi 2.4078 × 1016 km) de la Tierra, en la constelación de Draco. El exoplaneta es el octavo en el sistema multiplanetario de la estrella. A partir de diciembre de 2017, Kepler-90 es la estrella que alberga la mayor cantidad de exoplanetas encontrados. Kepler-90i se encontró con el método de tránsito, en el cual se mide el efecto atenuante que causa un planeta cuando cruza frente a su estrella, y mediante una herramienta informática recientemente utilizada, el aprendizaje profundo, una clase de algoritmos de aprendizaje automático.

## Características

### Masa, radio y temperatura
Kepler-90i es una supertierra con un radio de 1.32 R⊕, lo que indica que es lo suficientemente pequeño como para ser rocoso. Con una composición similar a la Tierra, Kepler-90i tendría una masa aproximada de 2.5 M⊕. Tiene una temperatura de equilibrio de 709 K (436 °C; 817 °F), similar a la temperatura promedio de Venus.

### Estrella anfitriona
El planeta órbita una estrella (tipo-G) llamada Kepler-90. La estrella tiene una masa de 1.2 M☉ y un radio de 1.2 R☉. Tiene una temperatura superficial de 6080 K y una edad estimada en alrededor de 2000 millones de años, con considerable incertidumbre. En comparación, el Sol tiene unos 4600 millones de años y una temperatura superficial de 5778 K.
La magnitud aparente de la estrella, o cuán brillante aparece desde la perspectiva de la Tierra, es de 14. Es demasiado oscura para ser visible a simple vista.

### Características orbitales
Kepler-90i órbita su estrella anfitriona cada 14.45 días, con un semieje mayor de 0.1234 UAs.

## Descubrimiento
En 2009, la nave espacial Kepler de la NASA estaba observando estrellas en su fotómetro, el instrumento que utiliza para detectar eventos de tránsito, en el cual un planeta cruza y atenúa a su estrella anfitriona por un período breve y más o menos regular. En su última prueba, Kepler observó 50 000 estrellas en el catálogo de entradas Kepler, incluido Kepler-90; las curvas de luz preliminares fueron enviadas al equipo científico de Kepler para su análisis, quienes eligieron compañeros planetarios obvios del grupo para el seguimiento en los observatorios. El descubrimiento del exoplaneta fue ayudado por una herramienta informática recientemente utilizada, el aprendizaje profundo, una clase de algoritmos de aprendizaje automático.